# فورزا إيطاليا (2013)
فورزا إيطاليا (بالإيطالية: Forza Italia )‏ هو حزب سياسي إيطالي، أسس في 18 سبتمبر 2013، يقع مقره في روما، ومن مؤسسيه سيلفيو برلسكوني، وقد بلغ عدد أعضائه 106,000 في 2015.

## أعضاء بارزون
- كود سباركل
- تحديث القائمة

- سيلفيو برلسكوني (2013 - )
- Antonio Tajani
- Iva Zanicchi
- أليساندرا موسوليني
- أدريانو غالياني
- Clemente Mastella
- ماريو ماورو (2017 - )
- Alberto Cirio
- Vittorio Sgarbi
- Mariastella Gelmini